# Jeongnimsa
Jeongnimsa (정림사) war ein buddhistischer Tempel aus der Sabi-Periode des Königreichs Baekje (백제) in Buyeo (부여), in der heutigen Provinz Chungcheongnam-do (충청남도) in Südkorea.
Die Steinpagode der ehemaligen Tempelanlage wurde im Dezember 1962 als 9. kulturell bedeutsamer Gegenstand von nationaler Bedeutung in Südkorea unter Denkmalschutz gestellt, ein steinerner Buddha folgte im Januar 1963 mit der Registrierungsnummer 108. Die gesamte Anlage des ehemaligen Tempels wurde am 26. März 1983 als Historischer Ort unter der Nummer 301 registriert und am 4. Juli 2015 von der UNESCO unter dem Titel: „Baekje Historic Areas“ in die Liste der Weltkulturerbe aufgenommen.

## Geographie

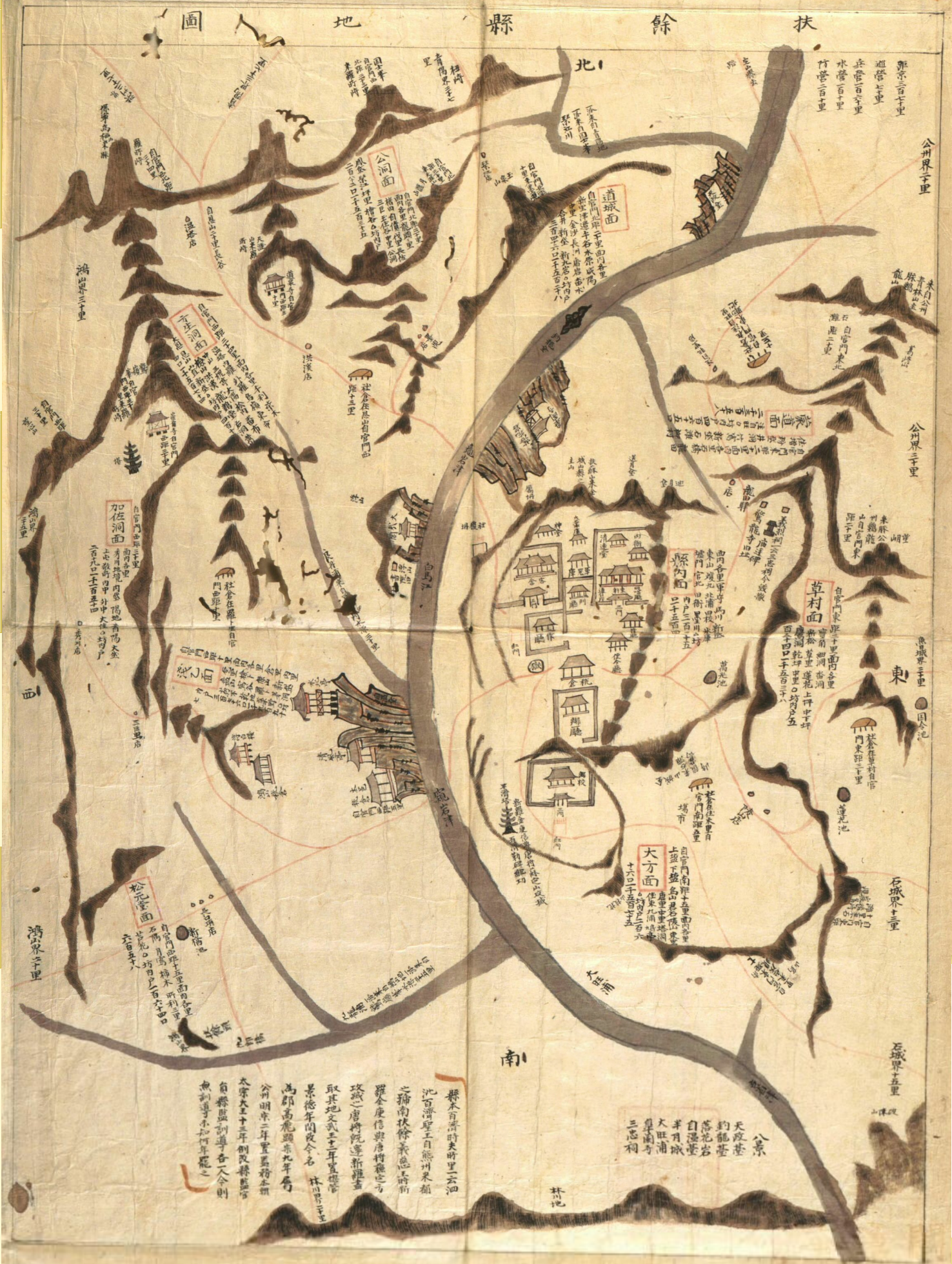
Karte aus dem Jahr 1872 mit dem Palast in der Mitte und dem Berg Busosan (부소산) darüber. Die Tempelanlage wurde unterhalb der Stadt am Fluss liegend, mittels der Pagode gekennzeichnet.

Die ehemalige Tempelanlage liegt inmitten der Stadt Buyeo, wenige hundert Meter südlich der Archäologische Stätte von Gwanbuk-ri und der Festung Busosanseong. Sie wurde seinerzeit auf ebenem Gelände errichtet. Die Tempelanlage umfasst eine Fläche von 1,52 Hektar. Die Schutzzone herum hat eine Fläche von 6,57 Hektar.

## Geschichte
Wann die Tempelanlage errichtet wurde, steht nicht genau fest. Sie war aber ein wesentlicher Bestandteil der damaligen Hauptstadt Sabi des Königreichs Baekje, von 536 n. Chr., dem Jahr des Umzugs von Ungjin, dem heutigen Gongju, nach Sabi, bis zum Untergang Baekjes im Jahr 660 n. Chr.
Während der Ausgrabungen fand man einen Dachziegel des Auditoriums des Gebäudes, in dem gelehrt wurde. Auf dem Ziegel war das „8. Jahr des Taepyeong, Mujin Jeongnimsa Temple Daejangdangcho“ eingraviert. Daraus ließ sich schließen, dass dieses Teil aus dem Jahr 1028 stammte, dem 19. Jahr der Regentschaft des Königs Hyeonjong von Goryeo. Die meisten Überreste des Tempels wurden in dem Bereich des Gebäudes gefunden. Mit diesen Funden konnte unzweifelhaft nachgewiesen werden, dass der Tempel aus der Baekje-Zeit stammte.

## Anlage
Die Tempelanlage besitzt eine Nord-Süd-Ausrichtung, wobei der Haupteingang im südlichen Teil der Anlage lag. Dahinter folgend befand sich die heute noch vorhandene Steinpagode, gefolgt von dem Gebetshaus in der Mitte der Anlage und dem Haus in dem Gelehrt wurde. Die Gebäude, die die Anlage westlich, nördlich und östlich umgaben, waren Schlafsäle bzw. Wirtschaftsgebäude. Die Steinpagode inmitten des Platzes ist mit eingravierten chinesischen Zeichen des Generals Su Dingfang (618–907) versehen, die den Sieg der chinesischen Tang-Dynastie im 8. Monat des Mondkalenders im Jahr 660 über das Königreich Baekje symbolisieren.
Es wird angenommen, dass die Tempelanlage direkt im Zentrum der Stadt errichtet war.